# Cvetelina Janeva
Cvetelina Georgieva Janeva (in bulgaro Цветелина Георгиева Янева?; Plovdiv, 5 ottobre 1989) è una cantante bulgara.

## Biografia
Cvetelina Janeva è nata a Plovdiv il 5 ottobre 1989 dal padre Georgi Janev e dalla madre Pepa Janeva, e ha un fratello e una sorella più grandi di lei. La famiglia vive tra Plovdiv e Belaštica, una città 5 km più a nord dove ha una casa e uno studio di registrazione. Prima di iniziare nel 2008 la carriera di cantante solista, per due anni ha cantato in un'orchestra con suo padre e sua madre. Per quanto riguarda le influenze musicali, Desi Slava è la sua cantante preferita.

## Carriera musicale
L'inizio della sua carriera è legato alle canzoni popolari; sebbene nell'adolescenza avesse cantato anche canzoni jazz, alla fine propendette per la musica pop-folk a causa dello scarso sviluppo della musica jazz in Bulgaria. Frequentò lezioni di canto a Plovdiv e si iscrisse nell'orchestra locale Orfeo dove era la cantante principale, preparando nel frattempo il primo album da solista.
Debuttò nel luglio 2008 con la hit «Открадната любов» (Otkràdnata ljubòv - Amore rubato) che le valse l'apprezzamento da gran parte della scena musicale bulgara, ad esempio Azis disse che era la voce più bella che avesse mai sentito. Il secondo singolo «Трите имена» (Trite imenà - I tre nomi) le permise di siglare un contratto con la casa discografica Payner Music e con il canale televisivo Planeta TV a Dimitrovgrad. All'inizio del 2009, dopo l'uscita dei singoli «Ранявай ме» (Ragnàvai me - Fammi male) e «Авторът е дрога» (Àvtorăt e droga - L'autore è droga), la cantante ricevette i primi premi musicali come debutto dell'anno 2008 sia da parte di Planeta TV, sia da parte della rivista New Folk.
Nel 2010, supportata da Nikolaj Nankov, fece un tour nell'Europa orientale per farsi conoscere oltre i confini nazionali. Dopo qualche settimana registrò con il cantante rumeno Ionut Cercel la canzone «Влез» (Vlez - Entra) che ebbe molto successo sia in Bulgaria sia in Romania. Il primo album «На първо място» (Na părvo mjasto - Al primo posto), prodotto da Costi Ioniță e contenente tutti i singoli usciti fino a quel momento più alcuni inediti per un totale di 16 canzoni, uscì il 5 ottobre 2010, il giorno del 21º compleanno della cantante.
Nel luglio 2011 annunciò che era pronta per registrare il secondo album. L'album, intitolato «Дъщеря на песента» (Dăšterjà na pesentà - Figlia della canzone), uscì nel maggio 2012 ed era un album più folk e meno commerciale rispetto al primo.
Nel frattempo, il 7 novembre 2011 uscì la hit «Брой ме» (Broj me - Contami) con il cantante Reda Al Abdullah. Sia la canzone sia il video sono marcatamente arabeggianti, ma hanno avuto grande successo.

## Discografia

### Album in studio
- 2010 – Na părvo mjasto
- 2012 – Dăšterja na pesenta
- 2012 – Moga pak

### Singoli
- 2010 – Davaj, razplači me (feat. Husni)
- 2011 – Kakvo pravim sveta (con Maria)
- 2011 – Pritesnjavaj me
- 2011 – Po-strašno
- 2011 – Broj me (con Rida Al Abdullah)
- 2011 – Nikoga i nikăde
- 2012 – Moga pak
- 2012 – Dve čerti
- 2012 – Bonboni
- 2012 – S kakăvto se hvanah
- 2013 – Za gospodina
- 2013 – Bez dumi
- 2013 – Do bezumie (con Konstantin)
- 2013 – Bez da mi se dărpaš
- 2014 – Alergična
- 2014 – Strah me e (feat. Fiki)
- 2015 – Vidimo izneveril
- 2015 – Koleda (con Galena e Galin)
- 2016 – Pej, sărce (feat. Azis)
- 2018 – Ubij me
- 2018 – Da te bjah zarjazala
- 2018 – Čestito
- 2018 – 4 červeni luni (con 100 Kila)
- 2018 – Kaži mi alo
- 2018 – Muzikata v men (con Ištar)
- 2018 – Ošte kolko nošti
- 2018 – Čakam teb
- 2018 – Marrakech (con Galena)
- 2018 – Greška beše (con Denis Teofikov)
- 2018 – Krajat s men
- 2018 – Bolka moja
- 2019 – Ne me ostavjaj (con Fiki)
- 2019 – Angelăt
- 2020 – Minutite (con Alexander Robov)
- 2021 – Boj, boj
- 2021 – Film za nas (con Medi)
- 2022 – Černite oči
- 2023 – Draskaj klečkata
- 2023 – Po života
- 2024 – Neviždani oči
- 2024 – Havana (con Galin)
- 2024 – Pitaš li me
- 2025 – Vse po života (con Galena)

## Riconoscimenti

### 2008
- Debutto dell'Anno - Premio annuale di "TV Planeta"
- Scoperta dell'Anno - Premio della rivista "New Folk"

### 2009
- III Premio della Giuria per Artista, II Premio di telespettatori - Folk Pirin
- Ballata d'amore dell'anno - per la canzone Три минути - Premio annuale di "Planeta TV"
- Vocal Mastery - Premio della rivista "New Folk"

### 2010
- Artista più progressista - Premio annuale di "Planeta TV"
- Video dell'anno - per il video della canzone Влез - Premio annuali di "Planeta TV"
- Video dell'anno - per il video della canzone Влез - Premio della rivista "New Folk"
- Artista più progressista - Premio della rivista "New Folk"
- Album di debutto dell'anno - Premio della rivista "New Folk"
- Artista più progressista - Premio radio "Romantico"

### 2011
- Video dell'anno - per il video della canzone Брой ме - Premio annuale di "Planeta TV"
- Video dell'anno - per il video della canzone Брой ме - Premio della rivista "New Folk"
- Artista più progressiva - Premio della rivista "New Folk"

### 2012
- Album del 2012 - Premio annuale di "Planeta TV"
- Album Folk del 2012 - Premio annuale di "Planeta TV"